# موتورآب سلطانی
موتورآب سلطانی یک منطقهٔ مسکونی در ایران است که در دهستان سرولایت واقع شده‌است. موتورآب سلطانی ۱۰ نفر جمعیت دارد.